# Ruks-Młyn
Ruks-Młyn – osada w Polsce położona w województwie wielkopolskim, w powiecie obornickim, w gminie Oborniki.
W XVIII wieku Ruks-Młyn składała się z osady młyńskiej (2 domy, 2 młyny, 21 mieszkańców i 79,72 ha gruntów) oraz osad Dołęga I i Dołęga II (6 domów i 43 mieszkańców) - łącznie 8 domów, 64 mieszkańców (48 katolików i 15 protestantów) i obszar 251 ha (176 ha roli, 4 ha łąk i 38 ha lasów). Zachowały się pozostałości jednego z młynów.
W latach 1975–1998 miejscowość administracyjnie należała do województwa poznańskiego.

## Położenie
Osada położona przy ujściu rzeki Samica Kierska do Warty. Graniczy od wschodu z osadą Dołęga. Na północy na przeciwległym brzegu Warty położona jest wieś Kiszewo